# Le Rendez-vous (film, 1969)
Pour les articles homonymes, voir Rendez-vous et The Appointment.
Pour plus de détails, voir Fiche technique et Distribution.
Le Rendez-vous (The Appointment) est un film américain réalisé par Sidney Lumet et sorti en 1969.
Il est présenté en compétition officielle au festival de Cannes 1969.

## Synopsis
Federico, un jeune avocat riche à Rome, rencontre un ancien ami de collège Renzo et sa fiancée Carla, un modèle de mode. Renzo lui dit qu'il n'est plus content avec Carla, car il soupçonne qu'elle travaille aussi comme prostituée. Federico se sent attiré par la beauté et la réserve de Carla et enfin il l'épouse. Puis Renzo ranime dans l'esprit de Federico le soupçon qu'elle rencontre des hommes pendant la journée et lui propose qu'il approche l'entremetteuse Emma. Celle-ci lui demande cent mille lire pour un rendez-vous, prix que Federico accepte, mais deux fois la belle anonyme n'arrive pas. La jalousie obsessionnelle de Federico a conduit Carla, fragile et fidèle, à se suicider.

## Fiche technique
Sauf indication contraire, les informations mentionnées dans cette section peuvent être confirmées par la base de données cinématographiques IMDb,  présente dans la section « Liens externes ».
- Titre original : The Appointment
- Titre français : Le Rendez-vous
- Réalisation : Sidney Lumet
- Scénario : James Salter, d'après une histoire de Antonio Leonviola
- Musique : John Barry
- Direction artistique et costumes : Piero Gherardi
- Photographie : Carlo Di Palma
- Montage : Thelma Connell
- Production : Martin Poll
- Société de production : Martin Poll Productions
- Sociétés de distribution : Metro-Goldwyn-Mayer (États-Unis, France)
- Budget : n/a
- Pays de production :  États-Unis
- Langue originale : anglais
- Format : couleur
- Genre : drame
- Durée : 115 minutes
- Dates de sortie[1] :
  - France : mai 1969 (Festival de Cannes - en compétition officielle)
  - États-Unis : 20 mars 1970 (San Francisco)
  - France : 28 septembre 1970
- Classification[2] :
  - États-Unis : R

## Distribution
- Omar Sharif : Federico Fendi
- Anouk Aimée : Carla
- Didi Perego : Nanny
- Fausto Tozzi : Renzo
- Gigi Proietti : Fabre
- Lotte Lenya : Emma Valadier
- Paola Barbara : la mère

## Production
Le film devait initialement être mis en scène par Frank Perry, avec Marcello Mastroianni et Kim Novak dans les rôles principaux. Joseph Losey sera un temps évoqué comme réalisateur avec Dirk Bogarde en vedette. C'est finalement Sidney Lumet qui reprend le projet. Le cinéaste avouera plus tard avoir accepté ce film principalement pour travailler avec le chef opérateur Carlo Di Palma qui selon lui pourrait lui en apprendre beaucoup sur le tournage en couleur.
Le tournage a lieu dans la région italienne du Latium : à Rome, sur l'île Bisentina et à Bolsena.

## Musique
Michel Legrand est engagé pour composer la musique du film. Ses compositions sont finalement rejetées et il est remplacé par John Barry, assisté de Don Walker. Par ailleurs, lors de la première diffusion du film à la télévision américaine, CBS remplace la bande originale du film par une musique inédite de Stu Phillips.